# 軍持

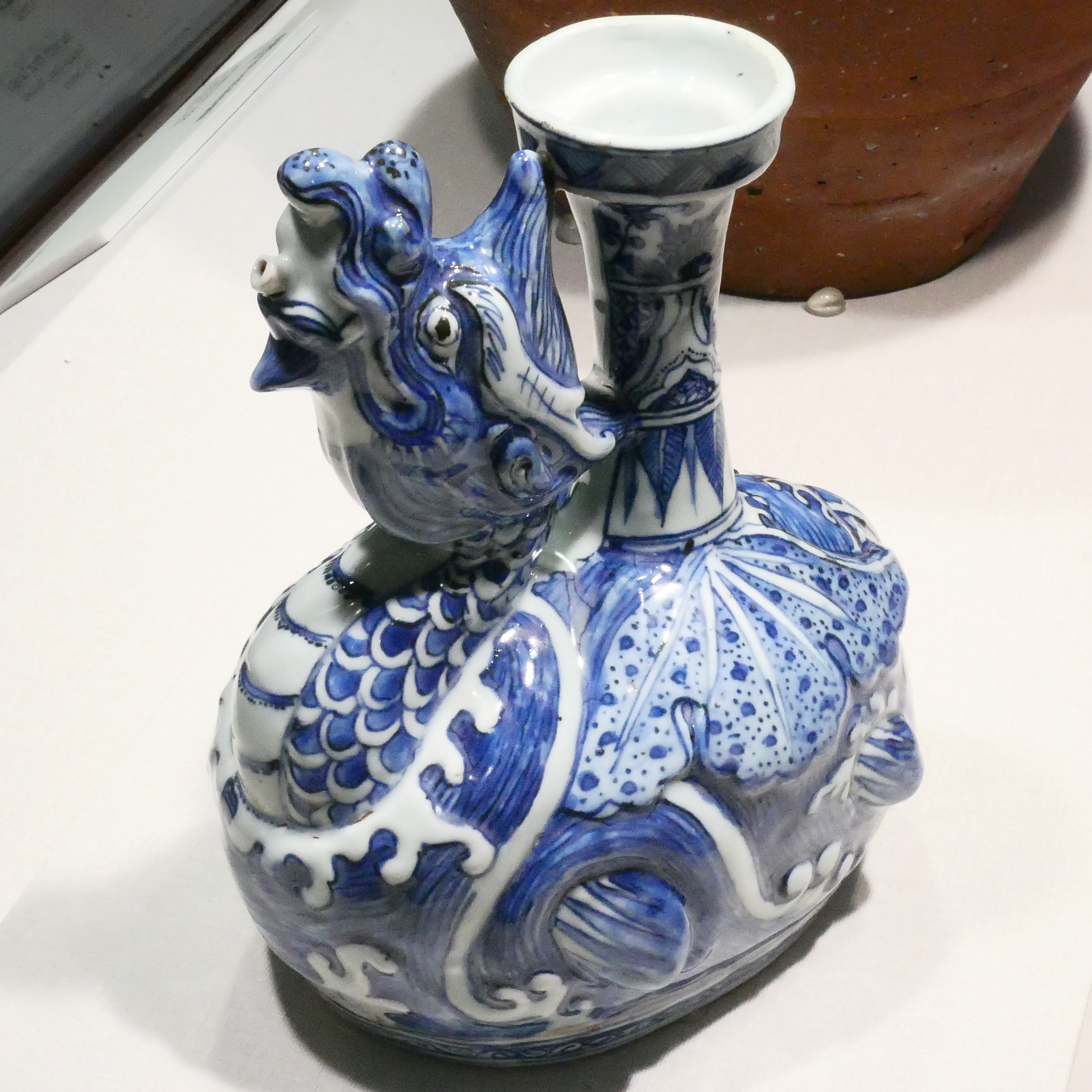
青花翼龍形軍持（荷蘭國家博物館藏）

軍持, 是梵語音譯，又譯作君持、軍遲等，即是漢語的水瓶之一。原來是印度一種日用品，其後佛教徒賦予宗教意義。軍持跟佛教傳入中國。
軍持功能多樣。最早期是僧尼用作蓄水，南朝高僧法顯《佛國記》提過他隨身攜帶軍持。因此，軍持成為佛教神靈手持法器。在顯宗時期，觀音菩薩手持軍持，隋唐後，觀音手持淨瓶造像圖畫常見，並手持楊枝，中國觀念中，淨瓶用作插楊枝，所以觀音手中淨瓶以為長頸花瓶。密宗後，密宗經典有十一面觀音「左手執紅蓮花軍持」，而且千手觀音「左第四手持軍持」等。在南宋後，也為百姓用作插花拜神等.
在中國，軍持始於唐代製品。宋代用作插花。元代造型多數敞口，長頸，扁圓腹；明、清時瓶身矮胖。景德鎮、德化窯產量最多，分為青花、釉里紅、白釉、黃釉、綠釉等，成為出口遠銷南洋商品。

## 外參考
- https://web.archive.org/web/20111021164214/http://www.chinabogu.com/Qixing/Qixing_list.asp?id=345